# Pertusaria sommerfeltii
Pertusaria sommerfeltii är en lavart som först beskrevs av Flörke ex Sommerf., och fick sitt nu gällande namn av Elias Fries. Pertusaria sommerfeltii ingår i släktet Pertusaria och familjen Pertusariaceae.  Arten är reproducerande i Sverige. Inga underarter finns listade i Catalogue of Life.